# Leopold Pollak
Pour les articles homonymes, voir Pollak.
Leopold Pollak, né le 8 novembre 1806 à Loděnice et mort le 16 octobre 1880 à Rome, est un peintre.

## Biographie
Leopold Pollak naît le 8 novembre 1806 à Loděnice.
Après avoir terminé l'école normale, il obtient de son père, un riche commerçant juif, son transfert à Prague et son admission à l'Académie de Prague, où il reçoit sa première formation sous la direction de Bergler. Abandonné matériellement par sa famille, qui n'est pas d'accord avec le choix de sa profession, et offensé par la haine antisémite, le jeune homme passionné quitte Prague pour l'Académie de Munich de 1831 à 1833. En 1833, il se rend à Rome, en 1846 à Vienne, revient à Rome et s'y sent tellement chez lui qu'il se fait naturaliser en 1853. Influencé par Riedel, il représente comme lui le pays et les habitants de l'Italie dans un style lumineux qui vise plus l'effet que l'impression naturelle. Néanmoins, une atmosphère poétique se dégage de ses tableaux.
Leopold Pollak meurt le 16 octobre 1880 à Rome.

## Œuvres
- Pèlerine (école d'art de Hambourg)[2].
- Bergers italiens (ibidem)[2].
- Berger (1853, galerie v. Redern, Berlin)[2].
- Tableau du peintre Riedel (1844, Neue Pinakothek, Munich)[2].
- Berger dans la Campagne (galerie Harrach, Vienne)[2].
- La mort de Moïse, Boaz et Ruth[2].
- La Vierge à l'Enfant[2].
- La fille du pêcheur[2].
- La femme qui lie les sandales[2].
- Harem[2].
- Zuleika (d'après Byron)[2].
- Bacchante[2].
- Zaira[2].
- Diana[2].
- Mélusine[2].
- Miriam[2].
- Les trois princesses de l'Alhambra[2].
- Le repos[2].
- La bergère à l'agneau[2].
- Femmes romaines[2].
- Les jeunes filles curieuses (1838, deux variantes)[2].
- Deux jeunes filles italiennes (1844)[2].
- Il ritornello, Rebekka (1848)[2].
- Jeune fille de la campagne grecque (1850)[2].
- Le barde enthousiaste (1850)[2].
- deux enfants (1853)[2].
- Nymphes cosmiques (1858)[2].
- Elle se fait connaître (1860)[2].
- Glycerion (1860)[2].
- Albanaise (1865)[2].
- Esmeralda (1865)[2].
- Les Albanaises malicieuses (1868)[2].
- Chiara et sa sœur[2].
- Carnaval à Rome[2].
- Pretiosa (deux variantes)[2].
- Le sommeil troublé[2].
- Cupidon sur une tortue[2].
- Son portrait est peint par Riedel[2].